# Parlamentswahl in Estland 2003
- M: 6
- K: 28
- ERL: 13
- RE: 19
- RP: 28
- IL: 7

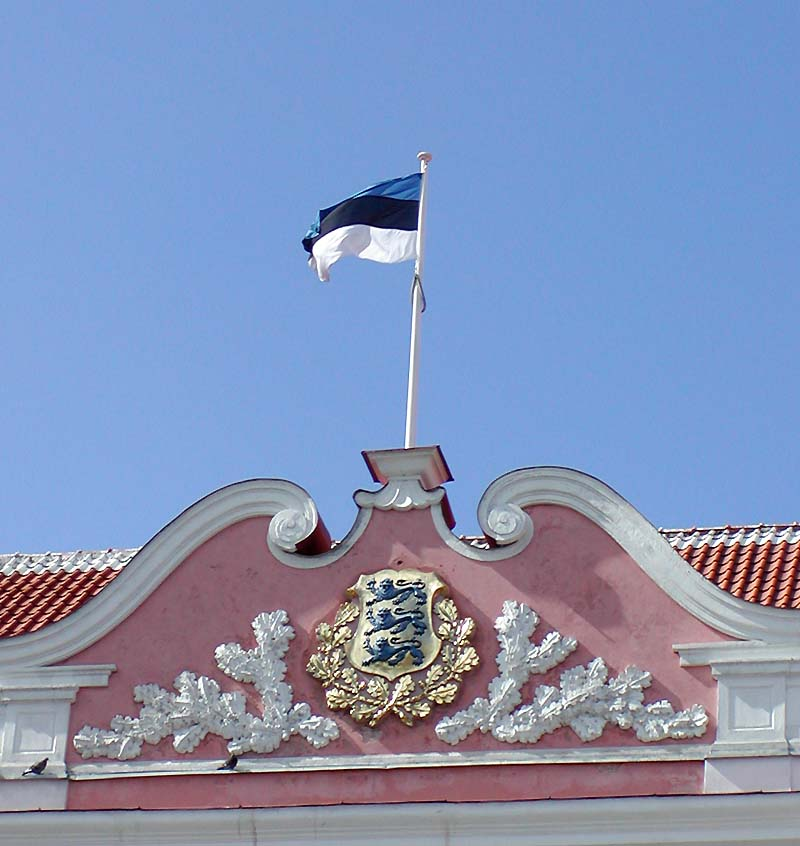
Flagge und Staatswappen über dem estnischen Parlament

Die Parlamentswahl in Estland 2003 fand am Sonntag, dem 2. März 2003 statt. Es war die Wahl zum 10. Riigikogu der Republik Estland.

## Wahlsystem
Es wurden 101 Sitze im estnischen Parlament neu bestimmt. Die Legislaturperiode betrug vier Jahre. Es galt eine Fünf-Prozent-Sperrklausel. Gewählt wurde nach dem Verhältniswahlrecht.

## Wahlergebnis
Wahlsieger wurde die Estnische Zentrumspartei (K). Sie holte 25,4 Prozent der Stimmen und erhielt dadurch 28 Sitze im Parlament. Auf dem zweiten Platz landete mit 24,6 Prozent die vor zwei Jahren gegründete Estnische Republikanische Union – Res Publica (RP). Drittstärkste Kraft wurde die Estnische Reformpartei (RE) mit 17,7 Prozent.
| Partei                            | Partei                                               | Stimmen | Stimmen | Stimmen | Sitze  | Sitze |
| Partei                            | Partei                                               | Anzahl  | %       | +/−     | Anzahl | +/−   |
| --------------------------------- | ---------------------------------------------------- | ------- | ------- | ------- | ------ | ----- |
|                                   | Estnische Zentrumspartei (K)                         | 125.709 | 25,4    | +2,0    | 28     | —     |
|                                   | Estnische Republikanische Union – Res Publica (RP)   | 121.856 | 24,6    | Neu     | 28     | Neu   |
|                                   | Estnische Reformpartei (RE)                          | 87.551  | 17,7    | +1,8    | 19     | +1    |
|                                   | Estnische Volksunion (ERL)                           | 64.463  | 13,0    | +5,7    | 13     | +6    |
|                                   | Vaterlandsunion (IL)                                 | 36.169  | 7,3     | −8,8    | 7      | −11   |
|                                   | Volkspartei – Die Moderaten (M)                      | 34.837  | 7,0     | −8,2    | 6      | −11   |
|                                   | Estländische Vereinigte Volkspartei (EÜRP)           | 11.113  | 2,2     | −3,9    | —      | −6    |
|                                   | Christliche Volkspartei Estlands (EKRP)              | 5.275   | 1,1     | −1,3    | —      | —     |
|                                   | Estnische Unabhängigkeitspartei (EIP)                | 2.705   | 0,5     | Neu     | —      | Neu   |
|                                   | Estnische Sozialdemokratische Arbeiterpartei (ESDTP) | 2.059   | 0,4     | Neu     | —      | Neu   |
|                                   | Russische Partei in Estland (VEE)                    | 990     | 0,2     | −1,8    | —      | —     |
|                                   | Unabhängige Kandidaten                               | 2.161   | 0,4     | −1,1    | —      | —     |
| Gesamt                            | Gesamt                                               | 494.888 | 100,0   |         | 101    |       |
| Gültige Stimmen                   | Gültige Stimmen                                      | 494.888 | 98,8    | +0,4    |        |       |
| Ungültige Stimmen                 | Ungültige Stimmen                                    | 5.798   | 1,2     | −0,4    |        |       |
| Wahlbeteiligung                   | Wahlbeteiligung                                      | 500.686 | 58,2    | +0,8    |        |       |
| Nichtwähler                       | Nichtwähler                                          | 359.028 | 41,8    | −0,8    |        |       |
| Wahlberechtigte                   | Wahlberechtigte                                      | 859.714 |         |         |        |       |
| Quelle: Staatliche Wahlkommission |                                                      |         |         |         |        |       |